# بخش کرشناگری
بخش کرشناگری (به انگلیسی: Krishnagiri district) یک بخش در هند است که در تامیل نادو واقع شده‌است. بخش کرشناگری ۱٬۸۷۹٬۸۰۹ نفر جمعیت دارد.